# Colțești (okręg Gorj)
Colțești – wieś w Rumunii, w okręgu Gorj, w gminie Logrești. W 2011 roku liczyła 332 mieszkańców.